# Danae (hetär)
Danae (200-talet f.Kr.) var en grekisk hetär. 
Hon var dotter till hetären och filosofen Leontion och beräknas ha blivit född cirka 300 f.Kr.  Hon blev en av de mer välkända hetärerna i det hellenistiska Aten, och Athenaios har omtalat hennes rivalitet med kollegan Glykera. Hon uppnådde senare en tjänst vid den seleukidiska drottning Laodike I:s hov. Danae blev avrättad på order av Laodike I, någon gång mellan 246 och 236 f.Kr.   